# Tetraponera diana
Tetraponera diana é uma espécie de formiga do gênero Tetraponera, pertencente à subfamília Pseudomyrmecinae.